# Chironomus pubicornis
Chironomus pubicornis är en tvåvingeart som först beskrevs av Fabricius 1805.  Chironomus pubicornis ingår i släktet Chironomus och familjen fjädermyggor. Inga underarter finns listade i Catalogue of Life.